# Richard Foerster (Altphilologe)

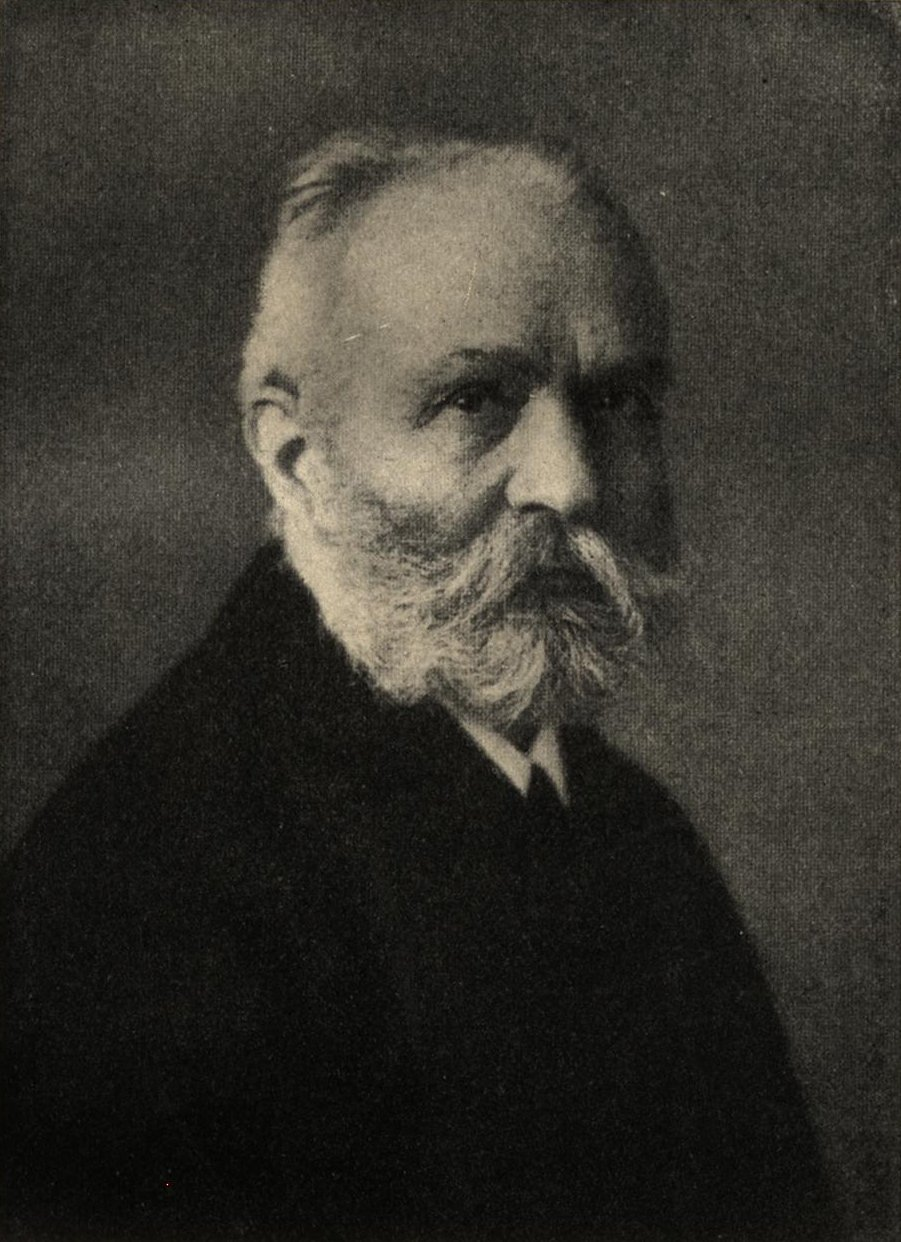
Richard Foerster um 1900

Richard Foerster (* 2. März 1843 in Görlitz; † 7. August 1922 in Breslau) war ein deutscher Klassischer Philologe, Archäologe und Kunsthistoriker. Er war unter anderem ordentlicher Professor für Klassische Philologie an den Universitäten zu Rostock (1875–1881), Kiel (1881–1890) und Breslau (1890–1922). In der Philologie ist er besonders als Herausgeber der Werke des spätantiken Rhetors Libanios bekannt. Weitere grundlegende Editionen lieferte er zu den Physiognomikern und dem spätantiken Rhetor Chorikios von Gaza. In der Archäologie trat er vor allem durch seine Arbeiten zur Laokoon-Gruppe und topographische Studien zu Antiochia am Orontes, Libanios’ Heimatstadt, hervor. Die Kunstgeschichte bereicherte er um Studien zur Rezeption antiker Mythen im Bild und zu schlesischen Malern.
Foerster war einer der letzten Altertumsforscher, die als Vertreter einer umfassenden Altertumswissenschaft im Sinne August Boeckhs und Otfried Müllers philologische und archäologische Forschung verbanden. Die Gegenstände seiner Forschung brachte er durch rege Vortragstätigkeit einem breiten Publikum nahe. Im kulturellen Leben Breslaus seiner Zeit spielte er eine bedeutende Rolle, besonders als Vorsitzender der Schlesischen Gesellschaft für vaterländische Kultur.

## Leben

### Kindheit, Jugend und Studium
Richard Foerster stammte aus kleinbürgerlichen Verhältnissen. Sein Vater Carl Förster († 1877, verheiratet mit Auguste geb. Weider) betrieb als Wagenbauer ein mittelständisches Unternehmen in Görlitz. Er ermöglichte seinem Sohn Richard den Besuch der Bürgerschule und des Gymnasiums Augustum (ab 1852).
Nach der Reifeprüfung im Februar 1861 studierte Richard Foerster ab dem Sommersemester 1861 an der Universität Jena. Zu Anfang schwankte er zwischen den Fächern Theologie und Philologie. Er besuchte Vorlesungen und Übungen der Philologen Karl Wilhelm Göttling, Carl Nipperdey und Moritz Schmidt, daneben auch theologische, historische, philosophische, archäologische und sprachwissenschaftliche Veranstaltungen. Foerster war Mitglied der Burschenschaft Arminia auf dem Burgkeller.
Zum Wintersemester 1861/1862 wechselte Foerster an die Schlesische Friedrich-Wilhelms-Universität Breslau, wo er sich ganz auf die Altertumswissenschaft konzentrierte. Deren Vertreter in Breslau hatten sehr unterschiedliche Profile: Friedrich Haase war auf Textkritik und Grammatik ausgerichtet, Martin Hertz behandelte weite Bereiche der lateinischen Literatur, Rudolf Westphal war Spezialist für antike Musik, August Rossbach verband Philologie und Archäologie. Von diesen akademischen Lehrern erfuhr Foerster vielfältige Anregung und Prägung.
Die Anfänge seiner wissenschaftlichen Arbeit standen unter Haases Einfluss, der Foersters Aufmerksamkeit auf die griechische Satzlehre (Syntax) lenkte. Vier Jahre lang verfolgte Foerster das Phänomen der Kasusattraktion bei verschiedenen griechischen Autoren. Seine Beobachtungen insbesondere an den Tragödien des Aischylos legte er 1866 in seiner Dissertation nieder, mit der er am 28. Juni 1866 zum Dr. phil. promoviert wurde.

### Als Gymnasiallehrer: Beruf und Weiterqualifikation (1866–1868)
Nach der Staatsprüfung im November 1866 schlug Foerster die Lehrerlaufbahn ein, die sicheren Lebensunterhalt bot. Bereits seit Ostern hatte er eine Hilfslehrerstelle am Magdalenengymnasium zu Breslau vertreten. Ab November arbeitete er als Lehramtskandidat und unterrichtete Griechisch, Latein, Deutsch und Religion. Nach Ablauf des Probejahres wurde Foerster im September 1867 als Collaborator angestellt, womit er eine Übergangsstellung zwischen Kandidat und Oberlehrer innehatte.
Seine wissenschaftlichen Studien setzte Foerster neben seiner Unterrichtstätigkeit fort. Er veröffentlichte kleinere Abhandlungen über die Ikonografie der Göttin Hera und habilitierte sich am 23. Oktober 1868 an der Universität Breslau mit einer Fortsetzung seiner Dissertation für die Fächer Philologie und Archäologie.

### Wanderjahre in Italien (1868–1870)
Kurz nach seiner Habilitation trat Foerster eine zweijährige Reise nach Italien an, für die er bis Ostern 1871 Urlaub nahm. Ermöglicht wurde diese Reise durch das Reisestipendium des Deutschen Archäologischen Instituts, das Foerster für die Jahre 1868/1869 und 1869/1870 erhielt.
In Italien knüpfte Foerster vielfältige Kontakte, aus denen teilweise mehrjährige Freundschaften entstanden. Zu denen, die er in Rom kennenlernte, gehörten der Maler Arthur Blaschnik (1823–1918), der Historiker Ferdinand Gregorovius, die Archäologen Heinrich Brunn, Karl Dilthey, Wilhelm Henzen und Wolfgang Helbig sowie der Berliner Philologe Rudolf Hercher.
Foerster nutzte die Jahre in Italien vornehmlich zur Kollation verschiedener lateinischer und griechischer Handschriften. Seine Schwerpunkte setzte er auf Anregung von Hercher auf die Handschriften des spätantiken Rhetors Libanios. Außerdem sammelte er auf Rat seines Breslauer Lehrers Rossbach physiognomische Schriften und beschäftigte sich mit den antiken Kunst- und Baudenkmälern.

### Akademische Laufbahn

#### Breslau: Vom Privatdozenten zum Extraordinarius (1870–1875)
Nach Aufenthalten in Florenz, Mailand, Venedig, Modena, Neapel, Pompeji und Griechenland kehrte Foerster im Frühjahr 1870 nach Breslau zurück. Hier heiratete er Angelika Lübbert (1846–1936), die Tochter des Gutsbesitzers Friedrich August Lübbert, mit der er drei Kinder bekam: Angelika (1871–1951), Otfrid (1873–1941) und Wolfgang (1875–1963).
Seinen Lebensunterhalt verdiente Foerster weiterhin als Gymnasiallehrer. Daneben hielt er als Privatdozent philologische und archäologische Vorlesungen und Übungen ab. Sein erstes Kolleg las er im Wintersemester 1870/1871 Über die Altertümer von Pompeji. Zur Auswertung seiner Forschungsergebnisse gewährte ihm die Schulbehörde im Winter 1872/1873 einen halbjährigen Urlaub.
Foersters Vorlesungen und Übungen behandelten eine große Bandbreite von Themen: Griechische und lateinische Literatur, Sprachwissenschaft, Gerichtswesen, Wandmalerei, Topografie und Architektur. Da er als Privatdozent kein festes Einkommen hatte, war er auf seine Stelle am Gymnasium angewiesen, so dass er Forschung, akademische Lehre und Schulunterricht nebeneinander betrieb. Diese Situation änderte sich, als im Oktober 1873 ein neues Extraordinariat für Klassische Philologie an der Universität eingerichtet wurde. Diese Professur erhielt Foerster, da er der älteste habilitierte Dozent seines Faches war. Am 21. Oktober 1873 wurde er zum außerordentlichen Professor ernannt. Zwei Jahre später wurde seine Stelle im Etat verankert und blieb damit für die Zukunft gesichert, auch nachdem Foerster ein auswärtiges Angebot angenommen und die Universität Breslau verlassen hatte.

#### Professor in Rostock (1875–1881)
Zum 1. Oktober 1875 ging Foerster als ordentlicher Professor an die Universität Rostock. Hier wirkte er als Kollege der hochbetagten Professoren Ludwig Bachmann und Franz Volkmar Fritzsche. Die schlechte Ausstattung der Seminarbibliothek, der geringe Etat des philologischen Seminars und die schwierige Zusammenarbeit mit Bachmann und Fritzsche erschwerten seine Tätigkeit. Foerster verkehrte vor allem mit den jüngeren Kollegen in der Fakultät, besonders mit dem Historiker Friedrich Wilhelm Schirrmacher und dem Nationalökonomen Hermann Roesler.
In der Fakultät trat Foerster als Verfechter der Lehrqualität hervor. Besonders ein Ereignis des Jahres 1876 gab ihm Gelegenheit, sich zu profilieren: Im Zuge der Plagiatsaffäre um den Berliner Bibliothekar Wilhelm Dabis, der 1873 in Rostock in absentia promoviert worden war, hatte Theodor Mommsen in einer Streitschrift die Praxis der Absenzpromotion angeprangert, die nur an wenigen Universitäten noch möglich war und nach Mommsens Ansicht eine Gefahr für das Ansehen des Doktortitels darstellte. Foerster bemühte sich nun darum, die Promotionsstatuten der Universität Rostock zu reformieren, und gewann dabei die Unterstützung vieler Fakultätsmitglieder. Sein Ansehen stieg dadurch innerhalb und außerhalb der Universität. Im akademischen Jahr 1879/1880 fungierte er als Dekan der philosophischen Fakultät.
Seine Forschungsarbeit setzte Foerster unverändert fort. Mit Unterstützung der Preußischen Akademie der Wissenschaften reiste er 1880 nach Spanien, Frankreich und England, wo er zahlreiche Handschriften des Libanios und des Geschichtsschreibers Chorikios von Gaza kollationierte. Auf diesen Reisen lernte er den französischen Handschriftenforscher Charles Graux kennen, der ihn kurzzeitig bei seinen Forschungsvorhaben unterstützte.

#### Professor in Kiel (1881–1890)
Im Januar 1881 erhielt Foerster den Ruf auf einen Lehrstuhl der Klassischen Philologie und der Eloquenz an die Christian-Albrechts-Universität zu Kiel, dem er zu Ostern 1881 als Nachfolger seines Schwagers Eduard Lübbert folgte. In Kiel waren die Studenten zahlreicher als in Rostock und die Universitätsbibliothek Kiel war besser ausgestattet, so dass Foerster eine fruchtbare Lehrtätigkeit entfalten konnte. Während seine Kieler Kollegen Peter Wilhelm Forchhammer und Friedrich Blass hauptsächlich gräzistische Lehrveranstaltungen anboten, konzentrierte sich Foerster auf die Latinistik. Im akademischen Jahr 1885/1886 war er Dekan der Philosophischen Fakultät. 1886/87 war er Rektor der Universität Kiel. In seiner Rektoratsrede Die klassische Philologie der Gegenwart nahm er eine Standortbestimmung und methodische Bestandsaufnahme seines Faches vor. Das Ideal des Altertumsforschers sah er in der Anbindung eigenständiger Forschungsarbeit an die Geschichte des Faches und in der Synthese von neuen und alten Erkenntnissen. Gleichzeitig warnte er vor einseitiger Spezialisierung, deren Folge sei, dass der Geist und Gehalt der antiken Welt nicht mehr empfunden, geschweige denn verstanden würde.
Trotz der günstigen Arbeitsbedingungen in Kiel ergriff Foerster gern die Gelegenheit, an seine Alma Mater Breslau zurückzukehren. Dort war im August 1889 nach dem Tod Wilhelm Studemunds ein Lehrstuhl freigeworden. Der zuständige Ministerialdirektor Friedrich Althoff zog sofort Erkundigungen nach einem möglichen Nachfolger bei seinem Berater Ulrich von Wilamowitz-Moellendorff ein. In einem Brief vom 22. August 1889 empfahl Wilamowitz Richard Foerster. Entscheidend war für ihn die Tatsache, „daß er schon in Breslau [als Privatdozent und Extraordinarius, 1870–1875] lehrerfolg gehabt hat, in Rostock sehr gut gewirkt (er hat die doctorschande dort vertilgt) und in Kiel allein wirkung hat. ich kenne ihn gar nicht, er hat viele gegner; aber die arbeiten, die er hervorruft, sind achtbar in jeder weise, und als director der prüfungscomission muß er doch auch die geschäftsgewandheit haben.“
Im November 1889 legte die Philosophische Fakultät der Universität Breslau eine Berufungsliste vor, auf der an erster Stelle der Marburger Professor Theodor Birt genannt war; Richard Foerster stand gemeinsam mit Otto Crusius und Johannes Schmidt an zweiter Stelle. Auf eine Anfrage von Althoff zu dieser Liste empfahl Wilamowitz in einem Brief vom 25. November erneut Foerster. Dieser erhielt schließlich am 19. Dezember 1889 den Ruf und nahm ihn mit Wirkung zum 1. April 1890 an.

#### Professor in Breslau (1890–1922)

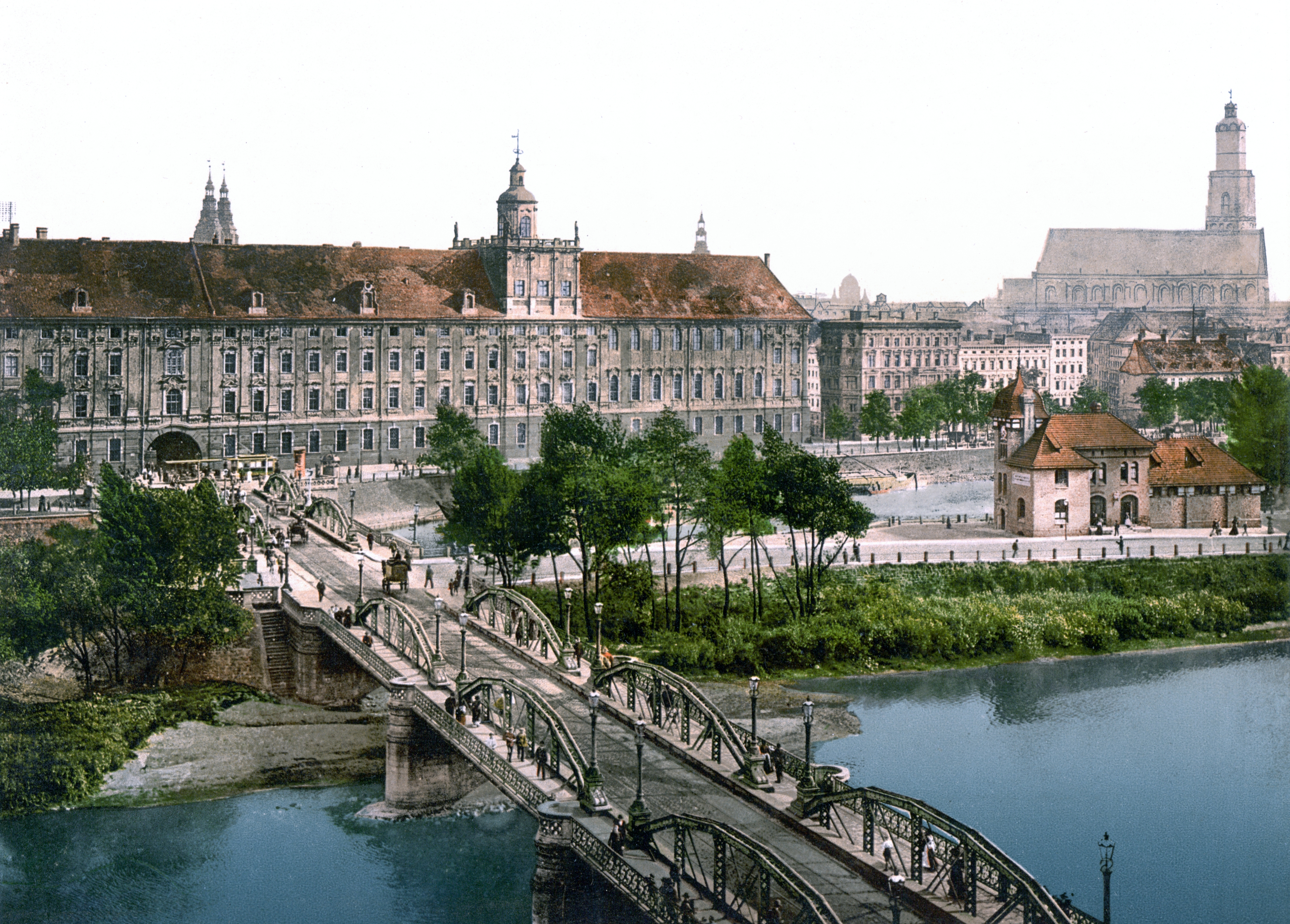
Das Gebäude der Universität Breslau (um 1900)

In Breslau wirkte Foerster über 30 Jahre und brachte umfangreiche Forschungsvorhaben zum Abschluss. Er lehrte noch einige Jahre lang neben seinen ehemaligen Lehrern Martin Hertz und August Rossbach. Mit Rossbach und dessen Nachfolger Friedrich Marx verwaltete er gemeinsam die Professur der Eloquenz, bis er sie 1896 allein übernahm. 1897/98 war er wiederum Rektor der Universität. Während seines Rektorats setzte er die schon lang fällige Restauration des Universitätsgebäudes durch, die in den folgenden zehn Jahren durchgeführt wurde. Am 14. Januar 1893 wurde er zum Geheimen Regierungsrat ernannt.
Nach August Rossbachs Tod (1898) trat Foerster dessen Nachfolge an: Er nahm den Lehrstuhl für Klassische Archäologie und Griechische Philologie ein und wurde 1899 Direktor des Archäologischen Museums. Die nächsten Jahre bemühte er sich um einen Neubau für die Antikensammlung, der jedoch aufgrund von Sparmaßnahmen vom Ministerium nicht genehmigt wurde. Die Unterstützung der Preußischen Akademie ermöglichte Foerster weitere Forschungsreisen nach England und in den Orient, wo er 1896 Antiochia am Orontes, die Heimatstadt des Libanios, erforschte. Von 1900 bis zu seinem Tod war er außerdem Vorsitzender der Schlesischen Gesellschaft für vaterländische Kultur, der er seit 1867 angehörte. Während seiner Zeit als Vorsitzender engagierte sich Foerster für die Vereinsarbeit. Nachdem im Jahr 1900 mehrere seiner nächsten Kollegen und Fachgenossen in die Gesellschaft eingetreten waren (unter anderem Conrad Cichorius, Carl Friedrich Wilhelm Müller, Otto Hoffmann, Eduard Norden, Theodor Thalheim und Gustav Türk), begründete Foerster am 15. Februar 1901 eine philologisch-archäologische Sektion der Gesellschaft, die ein Zusammenschluss aus den früheren, inzwischen eingeschlafenen philologischen und archäologischen Sektionen bildete. Den Vorsitz der neuen Sektion übernahm Foerster zusammen mit Norden. Zwei Jahre später (1903) leitete Foerster die Hundertjahrfeier der Gesellschaft, bei der er für ein neues, größeres Domizil warb, das mit staatlicher Unterstützung errichtet und am 27. Oktober 1907 eingeweiht wurde. Für seine Verdienste um die Stadt Breslau erhielt er 1904 den Roten Adlerorden dritter Klasse mit Schleife.
An der Universität engagierte sich Foerster auch nach seinen Rektorat in der akademischen Selbstverwaltung. Noch 1917, im Alter von 74 Jahren, wurde er zum Dekan der Philosophischen Fakultät gewählt. Neben den Verpflichtungen dieses Amtes musste er mit seinem Kollegen Wilhelm Kroll während des Ersten Weltkriegs doppelt so viele Lehrveranstaltungen wie vorher anbieten, weil die Professoren Alfred Gercke und Konrat Ziegler Kriegsdienst leisteten.
Am 1. April 1920 ließ sich Foerster aus gesundheitlichen Gründen emeritieren. Auch im Ruhestand hielt er noch einzelne Vorlesungen, die letzte im Sommersemester 1922 über Amor und Psyche, ein Thema, das ihm besonders am Herzen lag. Er starb am 7. August 1922 im Alter von 79 Jahren nach längerer Krankheit.

## Leistungen
Richard Foerster war einer der letzten Altertumswissenschaftler, die Archäologie und Philologie zugleich betrieben. Er realisierte diese Verbindung, indem er philologische und kunsthistorische Methoden auf archäologische Denkmäler anwandte und die Ergebnisse archäologischer Forschung in seine philologische Arbeit einbezog. Dabei verfolgte er die Rezeption antiker Kunst, Kunsttheorie und Literatur bis in die Renaissance und die Neuzeit.
Als Altertumsforscher war Foerster über die Grenzen Schlesiens hinaus bekannt. Er war Ehrenmitglied der Gesellschaft für Anthropologie und Urgeschichte in der Oberlausitz, Ehrenmitglied der Oberlausitzischen Gesellschaft der Wissenschaften, ordentliches Mitglied des Deutschen Archäologischen Instituts und wirkliches Mitglied der Archäologischen Gesellschaft in Odessa.

### Philologie: Editionsprojekte
Foersters Lebensaufgabe bestand in der Auswertung seiner handschriftlichen Studien. Er setzte dabei den Schwerpunkt auf Autoren, von denen kritische Editionen bis dahin fehlten: Die spätantiken Rhetoren Libanios und Chorikios von Gaza sowie die antiken Physiognomiker. Obwohl diese Arbeiten mehrere Jahrzehnte in Anspruch nahmen, konnte Foerster sie vollständig abschließen. Nach seinem Tod bereitete Eberhard Richtsteig einen Teil von Foersters Lebenswerk zum Druck vor.

#### Libanios-Edition

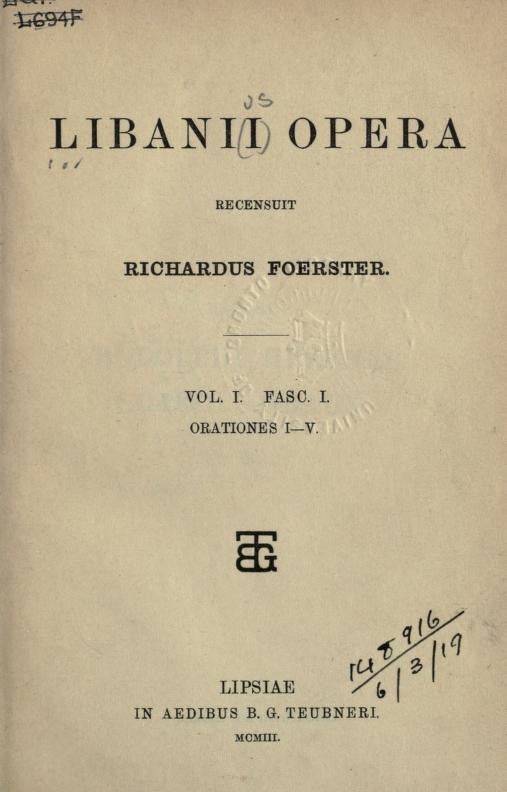
Titelblatt des ersten Bandes der Libanios-Ausgabe (1903)

Die Schriften des Rhetors Libanios (4. Jahrhundert n. Chr.) stellen eine wichtige Quelle zur Entwicklung der Rhetorik in der Spätantike dar. Als noch wichtiger aber wurden zu dieser Zeit die Briefe angesehen, die von Libanios in großer Zahl überliefert waren.
Von allen Teilen seines Werkes (Reden, rhetorische Schriften, Briefe) lagen seit dem 16. Jahrhundert mehrere Editionen vor, die jedoch alle nicht wissenschaftlichen Ansprüchen genügten. Die letzte Ausgabe der Briefe stammte von Johann Christoph Wolf (Amsterdam 1738), die letzte Ausgabe der Reden und rhetorischen Schriften von Johann Jacob Reiske (Altenburg 1784–1797).
Die große Herausforderung bei einer Libanios-Edition bestand darin, dass die handschriftliche Überlieferung uneinheitlich und sehr umfangreich war. Es gab keine Handschrift, die den gesamten Text des Libanios enthielt. Die Humanisten des 15. bis 18. Jahrhunderts hatten stets nur einzelne Handschriften herangezogen, die ihnen gerade zugänglich waren.
Foerster nahm es als Erster auf sich, möglichst alle bekannten Textzeugen zu konsultieren und aus ihnen die Entwicklung des Libanios-Textes zu seinen Ursprüngen zu verfolgen. Foerster sichtete insgesamt 660 Handschriften. Als Nebenprodukte dieser Tätigkeit entstanden zahlreiche Aufsätze zu textkritischen und überlieferungsgeschichtlichen Einzelfragen.
Das umfangreichste dieser Parerga („Nebenprodukte“) war Foersters Untersuchung zur lateinischen Übersetzung der Libanios-Briefe des Humanisten Francesco Zambeccari (Stuttgart 1878). Schon seit ihrem Erscheinen (1504) wurde die Echtheit dieser Sammlung angezweifelt: Sie war angeblich eine Übersetzung ausgewählter Libanios-Briefe, deren Originale größtenteils verloren seien. Foerster fand heraus, dass tatsächlich einige Originalbriefe des Libanios darunter waren, nämlich diejenigen, zu denen das griechische Original bekannt und erhalten war. Die übrigen Briefe erwies er als Fälschung, mit der Zambeccari seine Ausgabe zu einer Mustersammlung von Briefen jeder Spielart frisiert hatte.
Nach mehr als 30 Jahren Arbeit begann Foerster 1899 mit dem Druck seiner Libanios-Ausgabe, die ab 1903 beim Teubner-Verlag erschien. Die Bände 1–4 (1903–1908) enthielten die Orationes, die Bände 5–7 (1909–1913) die Declamationes, Band 8 (1915) die Progymnasmata (rhetorische Fingerübungen) und Inhaltsangaben zu den Reden des Demosthenes. Die Briefe erschienen in Band 10 und 11 (1921–1922). Den Abschluss des Unternehmens erlebte Foerster nicht mehr. Sein Schüler Eberhard Richtsteig veröffentlichte 1923 den Indexband und 1927 den Band 9, der die untergeschobene Schrift Charakteres und die Prolegomena zu den Libanios-Briefen enthält.
Foersters Libanios-Ausgabe ist seit ihrem Erscheinen maßgeblich geblieben und wurde mehrfach nachgedruckt. Trotz mehrerer Einwände im Einzelnen (Textgestaltung, Echtheit und Chronologie) bildet sie die Grundlage für die historische und philologische Beschäftigung mit Libanios und seiner Zeit.
Ein wichtiges Pargergon seiner Libanios-Ausgabe war auch die Darstellung von Libanios’ Leben und Werk, die Foerster zusammen mit Karl Münscher für Paulys Realencyclopädie der classischen Altertumswissenschaft verfasste. Sie erschien erst nach Foersters Tod (1925) und ist in ihrem monografischen Umfang (65 Spalten) die umfassendste Darstellung ihrer Art. Sie ist bis heute der Ausgangspunkt zur Beschäftigung mit Libanios.
Von der Libanios-Edition gelangte Foerster auch zu einem wissenschaftsgeschichtlichen Forschungsgebiet: zu dem Philologenpaar Johann Jacob Reiske (1716–1774) und Ernestine Christine Reiske (1735–1798). Foerster sammelte mehrere Jahre lang die nachgelassenen Briefe Reiskes und schrieb einen biografischen Artikel in der Allgemeinen Deutschen Biographie (Band 28, 1889). Die positive Aufnahme dieser Biografie ermutigte Foerster, den erhaltenen Briefwechsel der Reiskes mit berühmten Zeitgenossen (darunter Gotthold Ephraim Lessing, C. G. Heyne und David Ruhnken) in Buchform zu veröffentlichen (1897). 1917 und 1921 gab Foerster noch Nachträge zu diesem Briefwechsel heraus.

#### Sammlung der physiognomischen Schriften

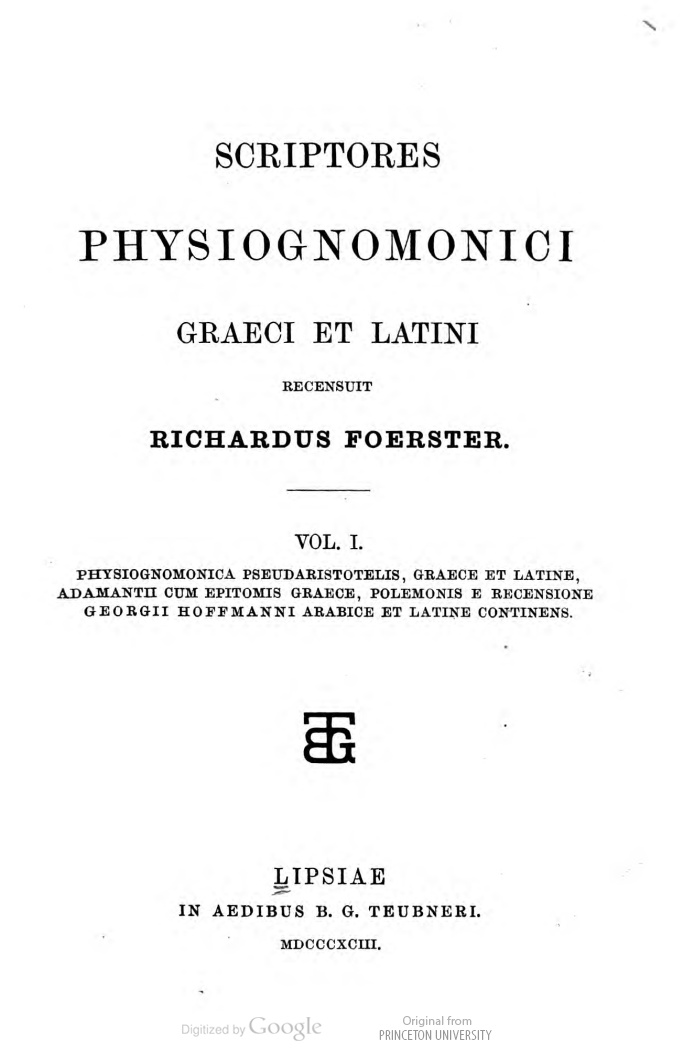
Titelblatt der Scriptores physiognomonici

Zu einer Sammlung der Scriptores physiognomonici Graeci et Latini wurde Foerster von seinem Breslauer Lehrer Rossbach angeregt. Er begann bereits während seines Italienaufenthalts, verschiedene Handschriften zu kollationieren. Die komplexe Überlieferungsgeschichte der verstreuten Schriften stellte eine große Herausforderung dar. Foerster wurde ihr gerecht, indem er auch lateinische und arabische Übersetzungen der griechischen Fachschriften edierte. Beim Arabischen erhielt er Hilfe vom Orientalisten Franz August Schmölders. Insgesamt sichtete Foerster über 70 Handschriften für sein Unternehmen. Weitere Hilfe erhielt er von seinem Freund Karl Dziatzko, der 1884 für ihn eine Handschrift in London einsah.
1893 erschien die Sammlung Scriptores physiognomonici Graeci et Latini in zwei umfangreichen Bänden im Teubner-Verlag. Das Vorwort unterzeichnete Foerster am 26. August, dem 70. Geburtstag Rossbachs, dem die Sammlung gewidmet ist.
Mit den Scriptores physiognomonici lag die erste Sammlung der antiken Physiognomiker vor, die nach den Grundsätzen moderner Textkritik entstanden war. Damit war die Grundlage zur Beschäftigung mit der antiken Physiognomik geschaffen. Die Edition wurde in der fachwissenschaftlichen Presse begrüßt und wird bis heute als grundlegend angesehen, auch wenn die Textkonstitution seither im Einzelnen angefochten und korrigiert wurde.

#### Chorikios von Gaza
Bei seiner Beschäftigung mit Textkritik und Stil des Libanios geriet Foerster an den spätantiken Rhetor Chorikios von Gaza. Die Rhetorenschule in Gaza orientierte sich am attizistischen Stil des Libanios und wurde ihrerseits zu einem Stilvorbild der byzantinischen Zeit.
Foerster beschäftigte sich mit Chorikios seit seiner Forschungsreise nach Spanien (1880), wo er mehrere Handschriften mit bisher unbekannten Reden entdeckte. Die Reden und Fragmente des Chorikios gab er nach und nach in Zeitschriften und Vorlesungsverzeichnissen heraus und regte mehrere seiner Studenten an, in ihrer Doktorarbeit Chorikios zu behandeln. Auch eine kritische Gesamtausgabe des Rhetors stellte er fertig, veröffentlichte sie aber nicht, weil die abschließenden Arbeiten an der Libanios-Edition Vorrang hatten.
Die Chorikios-Ausgabe erschien schließlich postum (Choricii Gazaei opera, Leipzig 1929), herausgegeben von Eberhard Richtsteig. Sie ersetzte die unvollständige Ausgabe von Jean-François Boissonade (1846) und ist bis heute maßgeblich.

#### Studien zur Rezeption der Zweiten Sophistik und der Spätantike
Zur Beschäftigung mit der Antikenrezeption kam Foerster einerseits von seinem Interesse an der Kunstgeschichte, andererseits von seinen Editionsprojekten. Besonderes Interesse widmete er dem Kaiser Julian, dem Zeitgenossen des Libanios, der sich als letzter Kaiser vom Christentum abgewandt und eine Restauration der paganen Religion geplant hatte. Foerster untersuchte die Bedeutung des Kaisers Julian in seiner Zeit und verfolgte seine Rezeption in der europäischen Literatur von der Spätantike bis zur Wende vom 19. zum 20. Jahrhundert.
Als erster Philologe beschäftigte sich Foerster mit der Rezeption der Vertreter der Zweiten Sophistik in der Renaissance, namentlich mit Apuleius von Madaura und Lukian von Samosata, deren rhetorische, narrative und satirische Schriften die Literatur und Kunst des 15. bis 16. Jahrhunderts stark beeinflusst hatten. Foerster untersuchte diesen Einfluss bei Poggio Bracciolini, Erasmus von Rotterdam, Willibald Pirckheimer, Ulrich von Hutten und François Rabelais.

### Archäologie
Seine archäologischen Forschungen verband Foerster mit philologischen Methoden. Er behandelte besonders ästhetische und motivgeschichtliche Fragen zu verschiedenen antiken Bau- und Bilddenkmälern, die er stets aus eigener Anschauung (Autopsie) beschrieb. Seine Einzeluntersuchungen beschäftigten sich beispielsweise mit der Villa Farnese, mit dem Raub der Persephone, Amor und Psyche, der Laokoon-Gruppe und mit dem Zeustempel in Olympia. Als Leiter des Archäologischen Museums in Breslau sorgte er für die Anschaffung von Abgüssen wichtiger Bildwerke, deren wissenschaftliche Beschreibung er selbst vornahm.

#### Topografie von Antiochia am Orontes

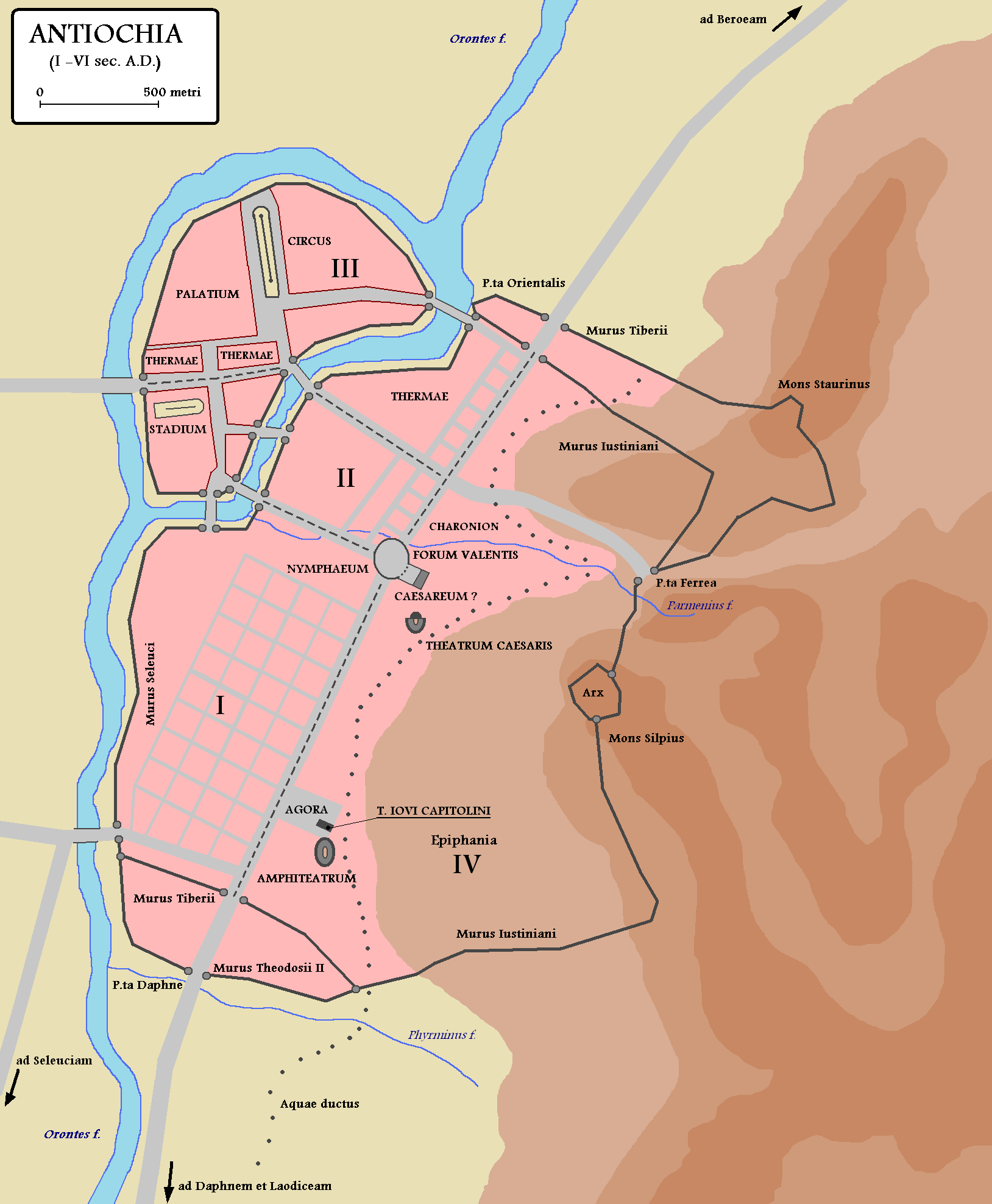
Plan von Antiochia in der Spätantike

Im Zusammenhang mit seiner Lebensarbeit steht Foersters umfangreiche topografische Studie zur Stadt Antiochia am Orontes, der Heimatstadt des Libanios, die er 1896 besuchte und erforschte. Zur Deutung des archäologischen Befunds zog er zahlreiche inschriftliche und literarische Quellen heran. Dabei rekonstruierte er auch technische Einzelheiten wie die örtliche Regulierung des Orontes. Sein Vorbild bei dieser Methode war der Altertumswissenschaftler Karl Otfried Müller (1797–1840), zu dessen 100. Geburtstag die Untersuchung erschien. Müller, einer der führenden Archäologen seiner Zeit, stammte wie Foerster aus Schlesien und entsprach ihm auch in der Verbindung von philologischer und archäologischer Arbeit.

#### Mythenforschung
Besonders in den 1870er und 1880er Jahren beschäftigte sich Foerster mit der griechischen Mythologie. Wie viele andere Forscher seiner Zeit sah er im Mythos eine Spiegelung der griechischen Frühgeschichte. Gleichzeitig bezog er die vergleichende Mythenforschung ein, die den Mythos auf Naturerscheinungen zurückführt. Als Programmschrift verfasste er 1876 den Aufsatz Über Mythenforschung, in dem er für eine Synthese der historischen und der vergleichenden Mythenforschung eintrat und gegen eine Überbewertung der vergleichenden Mythenforschung polemisierte. Das Ziel der Mythenforschung sah er darin, Ursprung, Herkunft, Entwicklung und Bedeutung eines Mythos festzustellen.
Seiner eigenen Forderung nach der Heranziehung aller möglichen Quellen zur Mythenforschung kam Foerster nur bedingt nach. Er konzentrierte sich auf bildliche und textliche Darstellungen eines Mythos und berücksichtigte weder die Methoden der Volkskunde (Wilhelm Mannhardt) noch die der Religionswissenschaft (Hermann Usener). Stattdessen verfolgte Foerster die Rezeption eines Mythos von den antiken Schriften über das Mittelalter bis in die Neuzeit und leistete so wichtige Studien zur Rezeptionsgeschichte antiker Mythen. Beispiele sind seine Arbeiten zum Raub der Persephone und zum Laokoon-Stoff, die der Kunsthistoriker Matthias Winner als „bahnbrechend“ bezeichnete.

### Kunstgeschichte

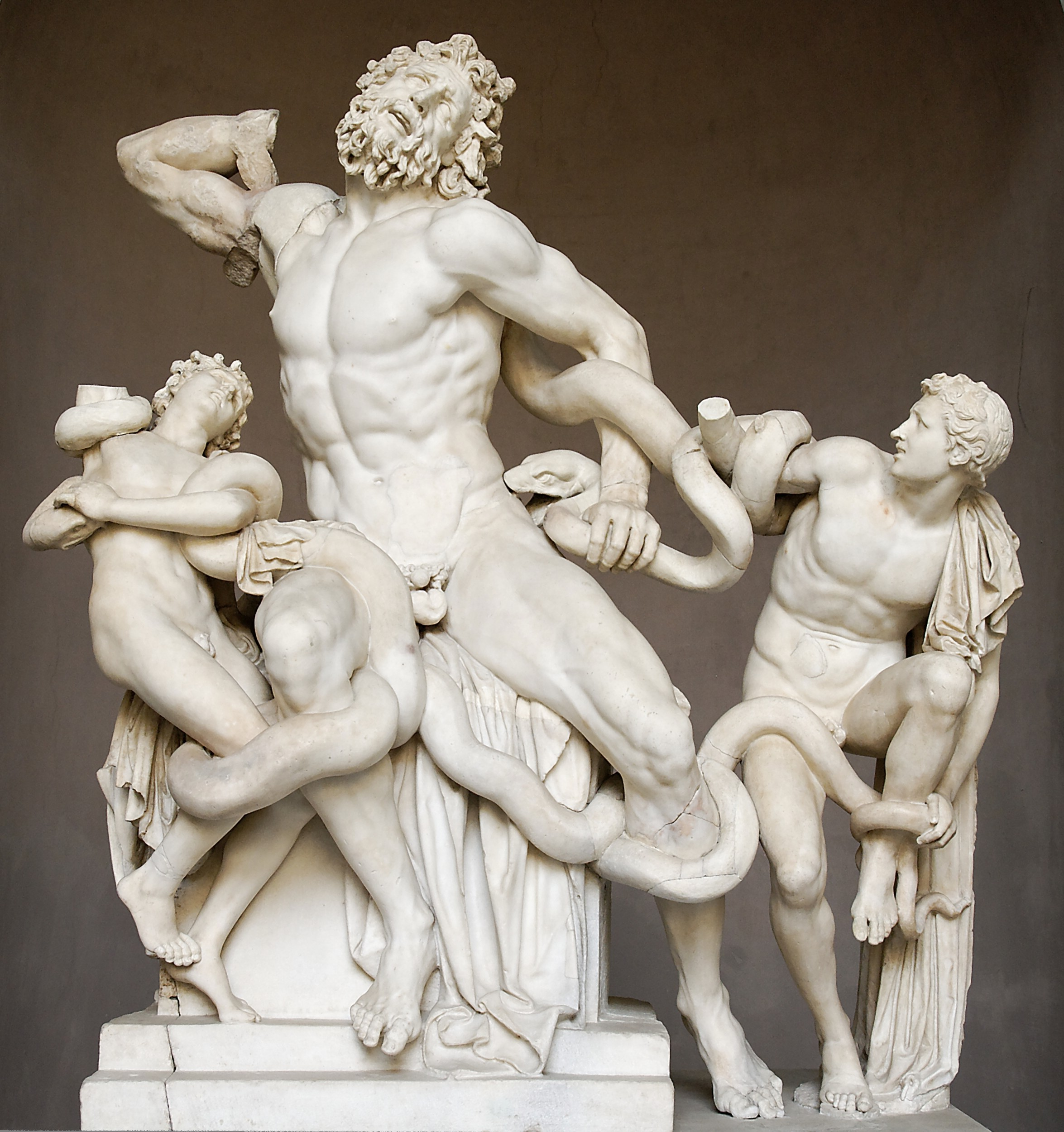
Die Laokoon-Gruppe (im Zustand nach 1960), mit dem 1905 gefundenen Original-Arm

Foersters Interesse an kunsthistorischen Fragen speiste sich aus seinen Reisen, besonders aus seinem ersten Italienaufenthalt. Auch hier konzentrierte er sich auf mythische Stoffe und Motive. Einen Schwerpunkt bildete die Laokoon-Gruppe im Vatikanischen Museum, über die Foerster von 1889 bis 1914 mehrere Aufsätze schrieb. Anders als die meisten Forscher seiner Zeit, die die Laokoon-Gruppe für ein Erzeugnis des 1. Jahrhunderts n. Chr. hielten, datierte sie Foerster in das 2. Jahrhundert v. Chr. Später wich er davon ab und rückte die Gruppe in das 1. Jahrhundert v. Chr. Während die Frage der Datierung unentschieden blieb, setzte Foerster in motivischer Hinsicht ein Zeichen, indem er nach dem Fund des rechten Arms des Laokoon für dessen Echtheit und damit gegen die bis dahin übliche Ergänzung der Skulptur eintrat.
Weitere Arbeiten Foersters betrafen die Rezeption des Märchens Amor und Psyche und der Philostratischen Bildbeschreibungen (Imagines). Deren Rezeption untersuchte er bei den Malern Raffael, Tizian und Francisco de Goya sowie bei den Schriftstellern Karl Philipp Moritz und Johann Wolfgang von Goethe.
Seit den 1890er Jahren beschäftigte sich Foerster intensiv mit der Geschichte der Bildenden Künste in Schlesien. Er untersuchte und beschrieb das Lebenswerk verschiedener Künstler, darunter seines Zeitgenossen Arthur Blaschnik (1823–1918). Das damals vergessene Werk des Kunstmalers Franz Gareis (1775–1803) erforschte er intensiv. Er erstellte ein Werkverzeichnis und eine detaillierte Biografie, die er im Neuen Lausitzischen Magazin veröffentlichte.
Foersters Wirken als Kunsthistoriker und der Einfluss seiner Schriften auf die Entwicklung der Kunstgeschichte sind nicht eingehend untersucht worden. Seine Bedeutung für die Kunstgeschichte ist daher nicht exakt zu bestimmen. Anerkennung in Fachkreisen erfuhr er auch nach seinem Tod. So schrieb der Kunsthistoriker Erwin Panofsky am 23. November 1955 an seinen Kollegen William S. Heckscher: „As you know just as well as I, our real ‘founders’ are such men as Förster, Giehlow and Warburg […]“ („Sie wissen so gut wie ich, dass unsere wahren ‚Gründer‘ Männer wie Förster, Giehlow und Warburg sind …“)

## Bedeutung
Richard Foerster war zu seiner Zeit für das kulturelle Leben in Schlesien von großer Bedeutung. Seit seinem Studium gehörte er dem Verein für Geschichte der bildenden Künste an, der 1867 als Sektion an die Schlesische Gesellschaft für vaterländische Kultur angeschlossen wurde. Foerster beteiligte sich an den Vereinen als Leiter der archäologischen Sektion (ab dem 8. Dezember 1866) und schließlich als Präsident (ab 1900). Er vermittelte einem breiten Publikum antike und neuzeitliche Kunst, Literatur und Mythologie in zahlreichen Vorträgen und Aufsätzen. Darüber hinaus war Foerster einer der letzten Hochschullehrer in Deutschland, welche die traditionelle Professur der Eloquenz im ursprünglichen Sinne ausübten. Eine Auswahl seiner Festreden an der Universität Breslau erschien in zwei Sammlungen 1911 und 1919.
Überregionale Bekanntheit erlangte Foerster nur in Fachkreisen durch seine Forschungsarbeit. Sein Sohn Otfrid Foerster vollbrachte als Neurologe und Neurochirurg bedeutende Forschungsleistungen und wurde darüber hinaus als Arzt Lenins vor dessen Tod (1924) weltweit bekannt. Wenn Richard Foerster auch keine solche Prominenz erlangte, hat er dennoch durch seine editorischen Verdienste einen festen Platz in der Geschichte der Klassischen Philologie.
Foerster hatte keine wissenschaftliche Schule, wohl aber Schüler. Die meisten waren nach dem Studium an schlesischen Gymnasien tätig. Während seiner jahrzehntelangen Lehrtätigkeit betreute Foerster Dutzende Dissertationen (die erste von August Schultz bereits 1874 in Breslau).
Seine Wissenschaftsauffassung legte Foerster in seiner Kieler Rektoratsrede vom 5. Mai 1886 öffentlich dar, in der er als entschiedener Humanist und Positivist auftrat. Das Ideal des Altertumswissenschaftlers sah er in der Verbindung von eigener Forschung und Wissenschaftsorganisation: „[…] jeder besonnene Forscher kann und der akademische Lehrer soll den Blick wenigstens auf das Ganze gerichtet halten, soll ausserdem dass er Mehrer des Reichs der Wissenschaft ist, auch ein getreuer Haushalter des von seinen Vorfahren und Genossen erworbenen Besitztumes derselben sein – nicht blos im Interesse seiner eigenen Arbeiten, welchen die Weite des Blicks gewiss nur zugute kommen wird, sondern auch im Interesse seiner Schüler, um sie vor einseitigem Studiengang zu bewahren und ihnen das für sie geeignete Arbeitsfeld anzuweisen.“
Mit diesem Ideal fand Foerster Nachfolger in den Philologen Wilhelm Kroll (1869–1939) und Konrat Ziegler (1884–1974), die beide bei ihm studiert hatten und später als Professoren neben ihm wirkten. Sie verwirklichten Foersters Vorstellungen als Herausgeber der monumentalen Realenzyklopädie der klassischen Altertumswissenschaft (1893–1978), die Kroll ab 1906 und Ziegler ab 1946 betreute.

## Schriften
- Quaestiones de attractione enuntiationum relativarum qualis quum in aliis tum in graeca lingua potissimumque apud graecos poetas fuerit. Berlin 1868.
- Der Raub und die Rückkehr der Persephone in ihrer Bedeutung für die Mythologie, Litteratur- und Kunstgeschichte. Stuttgart 1874.
- Francesco Zambeccari und die Briefe des Libanios: Ein Beitrag zur Kritik des Libanios und zur Geschichte der Philologie. Stuttgart 1878.
- Farnesina-Studien. Ein Beitrag zur Frage nach dem Verhältnis der Renaissance zur Antike. Rostock 1880.
- Die Physiognomik der Griechen. [Philosophische Dissertation] Kiel 1884.
- als Hrsg.: Scriptores physiognomonici Graeci et Latini. 2i Bände. Leipzig 1893; Neudruck Stuttgart 1994.
- Johann Jacob Reiske’s Briefe. Leipzig 1897.
- Libanii Opera. Zwölf Bände, Leipzig 1903–1927. (Nachdrucke: Hildesheim 1963, 1985, 1998)
- Das Erbe der Antike. Festreden, gehalten an der Universität Breslau. Breslau 1911.
- Franz Gareis. In: Neues Lausitzisches Magazin. Band 89, 1913, S. 1–116.
- Die Universität Breslau einst und jetzt. Vier akademische Reden. Breslau 1919.
- Choricii Gazaei opera. Leipzig 1929. (Nachdrucke: Stuttgart 1972, Ann Arbor 1998)